# Torneigs d'Apertura i Clausura peruans
Els Torneigs d'Apertura i Clausura peruans són el nom que reben des de l'any 1997, a la lliga peruana de futbol, els dos campionats en què es divideix aquesta competició.
L'Apertura es disputa entre febrer i juny i el campió es classifica per la Copa Libertadores. El clausura es disputa de juliol a desembre i el campió també es classifica per la Copa Libertadores.
Els campions d'Apertura i Clausura s'enfronten a final d'any en una final per decidir el campió nacional (vegeu Lliga peruana de futbol), sempre que hagin quedat entre els sis primers a l'altra competició.
| Any  | Torneig d'Apertura               | Torneig de Clausura              |
| ---- | -------------------------------- | -------------------------------- |
| 1997 | Alianza Lima                     | Alianza Lima                     |
| 1998 | Universitario de Deportes        | Sporting Cristal                 |
| 1999 | Universitario de Deportes        | Alianza Lima                     |
| 2000 | Universitario de Deportes        | Universitario de Deportes        |
| 2001 | Alianza Lima                     | Cienciano                        |
| 2002 | Universitario de Deportes        | Sporting Cristal                 |
| 2003 | Sporting Cristal                 | Alianza Lima                     |
| 2004 | Alianza Lima                     | Sporting Cristal                 |
| 2005 | Cienciano                        | Sporting Cristal                 |
| 2006 | Alianza Lima                     | Cienciano                        |
| 2007 | Universidad San Martín de Porres | Coronel Bolognesi                |
| 2008 | Universitario de Deportes        | Universidad San Martín de Porres |
| 2014 | Juan Aurich                      | Sporting Cristal                 |
| 2015 | Sporting Cristal                 | FBC Melgar                       |
| 2016 | Universitario de Deportes        | Sporting Cristal                 |
| 2017 | Alianza Lima                     | Alianza Lima                     |